# 頼漢英
頼 漢英（らい かんえい、Lai Hanying、1813年 - ?）は、太平天国の指導者の一人。
広東省広州府花県出身。洪秀全の妻の頼惜英の弟。初めは広西省で行商人や流しの医者として暮らしていたが、いとこの頼文鴻・頼文光とともに1851年の金田蜂起に参加した。1852年、太平天国軍の水軍を率いて南京を占領し、夏官副丞相に任じられた。曽天養・林啓栄とともに西征の先鋒を務め、南昌以外の江西省全域を占領した。その後天京に呼び戻され、儒教の経典を削除するなど、文化工作に従事した。後に再び軍を率いて北の揚州を占領した。その後の動向は不明であるが、楊秀清に殺害されたとも、太平天国滅亡後に故郷の花県に逃れて天寿を全うしたともいわれる。